# Азартні ігри в Гонконзі
Азартні ігри в Гонконзі є частиною статті про азартні ігри в КНР. Постанова про азартні ігри прийнята в Гонконзі 1977 року з метою їхнього регулювання. Людям дозволяється грати для розваг у рамках норм у обмеженій кількості торгових точок. Гонконг належить до ряду міст із найбільшим відсотком попиту на азартні заклади, включно з онлайн-закладами.

## Історія
Уряд Гонконгу обмежує організовані азартні ігри кількома регульованими торговими точками. Уряд має політику стримування надмірної кількості азартних ігор. Азартні ігри за участі букмекера в Гонконзі є незаконними. Ставки з букмекером та ставки поза гральними закладами, є незаконними. Гонконгський жокейний клуб має урядову монополію на кінні перегони, футбольні матчі та лотереї. Дохід, який цей клуб отримує від ставок, робить його найбільшим платником податків в країні.
Гонконг генерує найбільший в світі оборот зі ставок на кінні перегони. 2009 року Гонконг в середньому отримував в середньому 12,7 млн $ суми ставок на одну гру, що вшестеро більше, ніж у найближчого конкурента, Франції, де цей показник сягає 2 млн $, показник США — 250 тис. $.
Протягом сезону 2014—2015 років Гонконгський жокейний клуб отримав приблизно 18 млн. $ на одну гонку — це більше, ніж будь-який інший трек планети. Клуб побив власний рекорд протягом сезону 2016—2017 років, заявивши про оборот розміром 216,5 млрд $, та сплатив урядові 21,7 млрд $ податку на мито та прибуток, що є найвищим показником за всю історію організації.
2019-2020 року сфера азартних ігор в Гонконзі суттєво постраждала під час епідемії COVID-19. Країна обмежила 14-денним карантином туристів, що прибувають з Макао, Тайваню та материкового КНР.

## Благодійні організації
У Гонконзі є благодійні організації, які мають на меті популяризацію відповідальних азартних ігор серед гравців та мінімізацію негативних наслідків від азартних ігор. Ці організації також шукають баланс між задоволенням попиту на азартні ігри та максимізацією соціальної та економічної вигоди від ігор для громади, одночасно допомагаючи мінімізувати потенційну шкоду.
Під час чемпіонату світу з футболу 2010 року поліція заарештувала 25 осіб за організацію нелегального азартного рингу, що приймав ставки на матчі чемпіонату на суму понад 66 млн гонконгських доларів.